# 102e régiment de fusiliers motorisés
Pour les articles homonymes, voir 102e régiment.
Le 102e régiment de fusiliers motorisés (en russe : 102-й мотострелковый полк, abrégé en russe : 102 мсп), de son nom complet le 102e régiment de fusiliers motorisés Slonimsko-Pomeranski, ordres du Drapeau rouge, de Souvorov et de Koutouzov (en russe : 102-й мотострелковый Слонимско-Померанский Краснознамённый, орденов Суворова и Кутузова полк), est une unité de fusiliers motorisés de l'armée de terre russe (n° d'unité 91706).
Le régiment fait partie de la 150e division de fusiliers motorisés de la 8e armée combinée de la Garde du district militaire sud, basée dans le village de Persianovka (ru), dans l'oblast de Rostov.

## Historique
Le 102e régiment de fusiliers motorisés est formé le 1er décembre 2018 dans la région de Rostov. Le régiment achève dans la foulée la première étape de dotation en personnel et d'équipement militaire. Les nouvelles recrues suivent des cours sur les sujets d'entraînement au combat dans le cadre de nouvelles unités formées,.
L'héritage du régiment remonte à la 19e brigade mécanisée (2e formation) du 1er corps mécanisé (2e formation) de l'Armée rouge, unité soviétique antérieure créée en 1942, en pleine Seconde Guerre mondiale. En 1945, la 19e brigade mécanisée est réorganisée en 19e régiment mécanisé de la 1re division mécanisée. Le 20 avril 1957, le 19e régiment d'infanterie mécanisée est réorganisé en 62e régiment de fusiliers motorisés de la 19e (renommée 35e en 1965) division de fusiliers motorisés. Le régiment opère jusqu'en 1992, date à laquelle il est retiré de la RDA pour la ville de Tchebarkoul, dans l'oblast de Tcheliabinsk, et dissous avec la 35e division de fusiliers motorisés.
Le 9 mai 2018, à la veille du 73e anniversaire de la victoire contre le nazisme, le 102e régiment est remis sur pied par le commandant adjoint du district militaire sud, le lieutenant général Alexandre Romantchouk, recevant une étendard de combat et une lettre du président de la fédération de Russie.
Conformément au décret du président russe du 30 juin 2018, le régiment reçoit le titre honorifique « Slonimsko-Pomeranski, ordres du Drapeau rouge, de Souvorov et de Koutouzov » (en russe : Слонимско-Померанский Краснознамённый, орденов Суворова и Кутузова).

## Composition
- Gestion d'unité ;
- 1er bataillon de fusiliers motorisés ;
- 2e bataillon de fusiliers motorisés ;
- 3e bataillon de fusiliers motorisés ;
- Bataillon de chars ;
- Bataillon d'artillerie automoteur obusier ;
- Batterie de missiles antiaériens ;
- Compagnie de fusiliers de tireurs d'élite ;
- Compagnie de reconnaissance ;
- Compagnie d'ingénierie et de sapeur ;
- Compagnie de contrôle ;
- Compagnie de réparation ;
- Compagnie médicale ;
- Compagnie de soutien matériel ;
- Peloton de protection NRBC ;
- Peloton du commandant[9];
- Peloton de police militaire ;
- Fanfare militaire